# Air Bud: Seventh Inning Fetch
Air Bud: Seventh Inning Fetch (no Brasil, Bud 4: É uma Jogada Perfeita) é o quarto filme de 2002 da série "Air Bud", lançado em diretamente em DVD.

## Sinopse
Josh está no seu primeiro ano de faculdade e Buddy ficou para trás com a irmãzinha de Josh, Andrea, e o resto da família. Andrea, decide se juntar ao time de beisebol para tentar se encaixar na escola, no caminho ela descobre que Buddy também tem a incrível capacidade de jogar beisebol. Enquanto isso uma terrível descoberta é feita, os filhotes de Buddy começaram misteriosamente a desaparecer com a ajuda de Rocky Raccoon. Os sequestradores eram pesquisadores que estavam fazendo o mapeamento dos filhotes porque eles achavam que tinham um gene especial que lhes permitiria praticar esportes. Buddy tem que encontrá-los o mais rápido enquanto tenta ajudar Andrea a chegar à principal liga de beisebol.

## Elenco
- Kevin Zegers - Josh Framm
- Caitlin Wachs - Andrea Framm
- Cynthia Stevenson - Jackie Framm Sullivan
- Richard Karn - Dr. Patrick Sullivan
- Molly Hagan - Treinadora Crenshaw
- Shayn Solberg - Tom Stewart
- Hannah & Emma Marof - Noah Sullivan
- Chantal Strand - Tammy
- Frank C. Turner - Carlton
- Doug Funk - Mailman Phil
- Jim Hughson - Announcer
- Patrick Cranshaw - Xerife Bob
- Ellen Kennedy - Wilma, Tammy's Mother
- Jeremy Mersereau - Dog-Hating Fan
- Jordy Cunningham - World Series Pitcher